# Lecia Brown
Lecia Ashanna Moya Brown (ur. 30 października 1988 w Wellington) – jamajska siatkarka, posiadająca obywatelstwo amerykańskie. Gra na pozycji środkowej. Reprezentantka Jamajki od 2008 roku. Pełni funkcję kapitana jamajskiej reprezentacji. Od sezonu 2010/2011 gra w PTPS Piła. Jest pierwszą Jamajką grającą w polskim klubie.

## Kluby
- 2006–2010 – Louisville Cardinals
- 2010–2012 – PTPS Piła
- od 2012  Azerrail Baku[potrzebny przypis]

## Sukcesy
- mistrzostwo w rozgrywkach uniwersyteckich w USA w sezonie 2009/2010
- awans do PlusLigi Kobiet z PTPS Piła w sezonie 2010/2011